# ВЕС Горнс-Ріф
ВЕС Горнс-Ріф (дан. Horns Rev) — данська офшорна вітрова електростанція, споруджена 2002 року в Північному морі біля мису Блавандс (найзахідніша точка Данії). На момент спорудження була найпотужнішою офшорною електростанцією світу.
Місце для розміщення ВЕС обрали в мілководному районі за 20 км від західного узбережжя півострова Ютландія. Первісно планувалось, що монтаж фундаментів (палі діаметром 4 метри на глибину 22—24 метри під морське дно) здійснюватиме самопідіймальне судно Jumping Jack, котре б могло брати на борт одразу 10 комплектів. Проте цю новобудову не змогли завершити в строк через високий рівень води у Ваалі, тому довелось законтрактувати значно менше судно Buzzard, яке за рейс брало лише один комплект фундаменту. Втім, розпочавши роботу в кінці березня, воно вправилось з завданням до 1 серпня, після чого монтаж власне вітроагрегатів провели спеціалізовані судна Sea Energy та Sea Power.
Для розміщення офшорної трансформаторної підстанції спорудили три палі, заглиблені на 39 метрів під морське дно. На них плавучий кран Asian Hercules II встановив модуль з обладнанням вагою біля 1000 тон. Головний експортний кабель, розрахований на напругу 150 кВ, має дві ділянки: наземну довжиною 36 км до підстанції Karlsgårde та підводну довжиною 21 км. Останню споруджувала кабелеукладальна баржа Henry P. Lading.
Вітроелектростанція, розташована на площі до 20 км2, складається із 80 вітрових турбін компанії Vestas типу V80-2.0 з одиничною потужністю 2 МВт та діаметром ротору 80 метрів. Вони встановлені на баштах висотою 70 метрів в районі з глибинами моря від 6 до 14 метрів. Для проведення сервісних робіт передбачена можливість приземлення на них гелікоптера.
За рік станція виробляє близько 600 млн кВт·год електроенергії.